# Тарбагатай (национальный парк)
Государственный национальный природный парк «Тарбагатай» (каз. «Тарбағатай» мемлекеттік ұлттық табиғи паркі) — национальный парк в Урджарском районе Абайской области Казахстана. Образован согласно Постановлению Правительства Казахстана № 382 от 27 июня 2018 года.
Национальный парк «Тарбагатай» создан для сохранения природных систем южного склона хребта Тарбагатай, а также гор Карабас и Аркалы, и долин рек Уржар, Катынсу, Эмель.
Здесь произрастает более 1600 видов сосудистых растений, 19 видов рыб, 23 вида пресмыкающихся, более 270 видов птиц, 60 видов млекопитающих.
Флора включает десятки эндемиков собственно Тарбагатая, например: мертензия тарбагатайская (Mertensia tarbagataica), стеллеропсис тарбагатайский (Stelleropsis tarbagataica), акантолимон тарбагатайский (Acantholimon tarbagataicum).

## Галерея

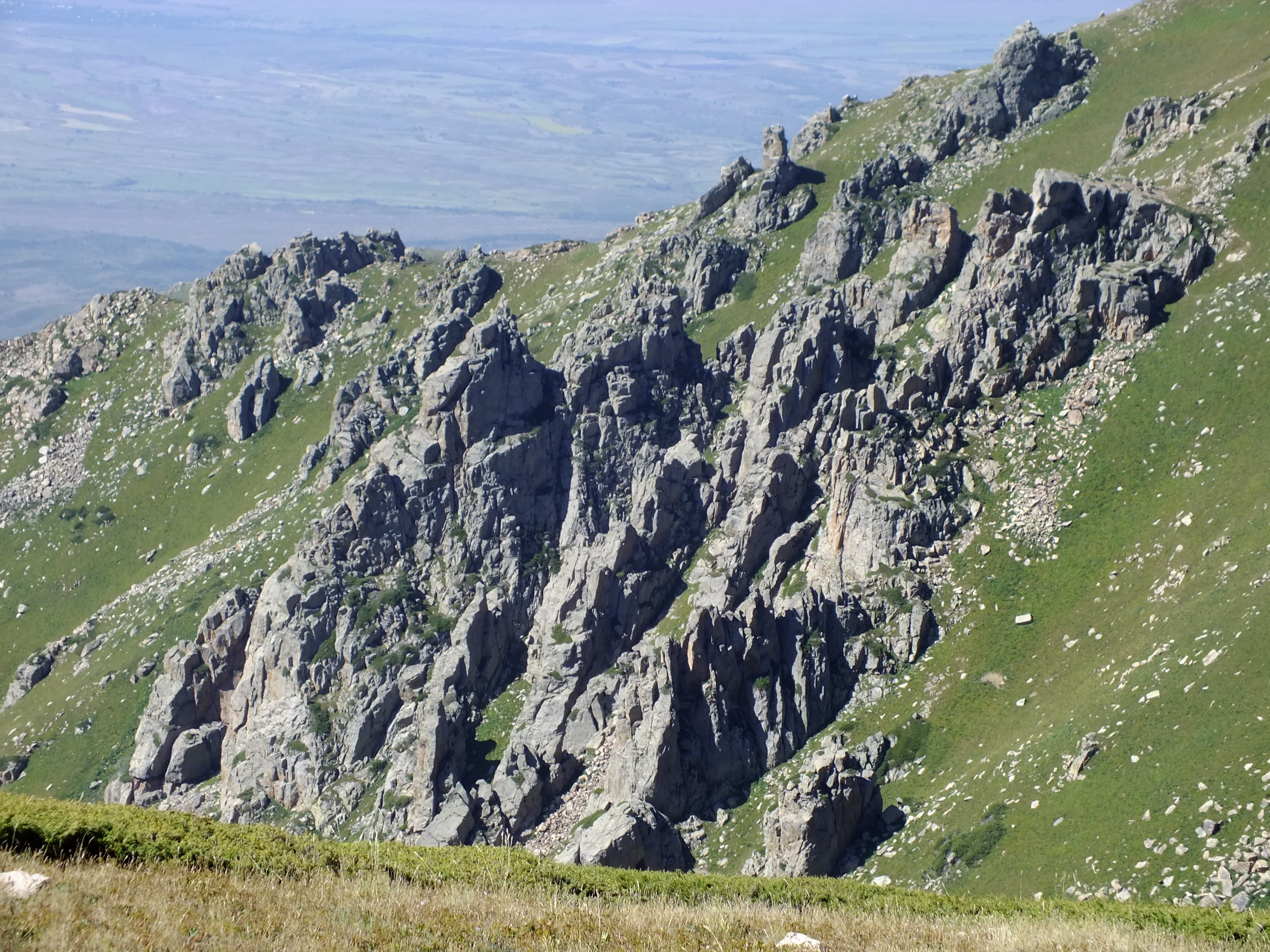
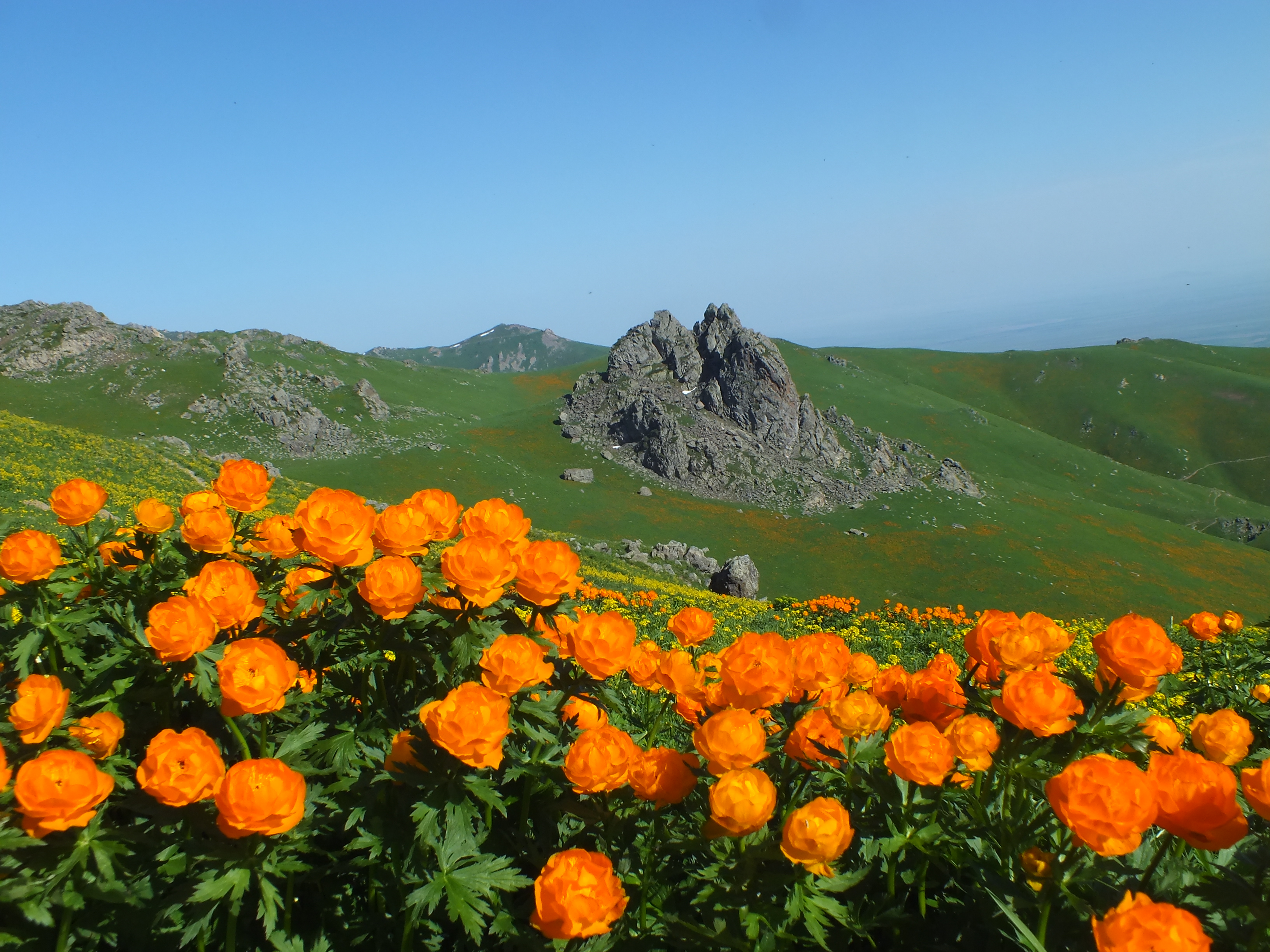